# 野球害毒論
野球害毒論（やきゅうがいどくろん）は、1911年（明治44年）に『朝日新聞』（当時の『東京朝日新聞』）が紙面で展開した野球に対するネガティブ・キャンペーンである。「野球有害論」とも呼ばれる。

## 概要
1911年（明治44年）8月29日から9月22日までの間に、『東京朝日新聞』は「野球と其害毒」と題した記事を22回にわたって掲載した。この記事は著名人の野球を批判する談話、全国の中学校校長を対象に実施されたアンケートの結果などで構成されている。

### 主な発言者と談話
連載は最終日の全国中学の調査を含め、8月29日～9月19日の連日で、日付前の数字で掲載の回を示す。紙上での論争という性質上、時系列に従い、煩雑にはなるが、出典は細かく示す。『　』で題目を示す。
新渡戸稲造 第一高等学校校長1.8月29日
『野球は賤技なり剛勇の氣なし 日本選手は運動の作法に暗し 本場の米国既に弊害嘆ず 父兄の野球を厭へる實例』
「野球という遊戯は悪くいえば巾着切りの遊戯、対手を常にペテンに掛けよう、計略に陥れよう、ベースを盗もうなどと眼を四方八方に配り神経を鋭くしてやる遊びである。ゆえに米人には適するが、英人やドイツ人には決してできない。野球は賤技なり、剛勇の気なし」
川田正澂 府立一中校長2.8月30日『野球選手希望者は入學拒絶　 野球の爲め品格堕落の實例』
「野球の弊害四ヵ条。一、学生の大切な時間を浪費せしめる。二、疲労の結果勉強を怠る。三、慰労会などの名目の下に牛肉屋、西洋料理等へ上がって堕落の方へ近づいていく。四、体育としても野球は不完全なもので、主に右手で球を投げ、右手に力を入れて球を打つが故に右手のみ発達する」
福原燎二郎 文部省専門学務局長3.8月31日『疑問又疑問』
田所美治 文部省普通学務局長3.8月31日『野球は有害日本の學制と適せず』
金子魁一 東京大学医科整形医局長
「連日の疲労は堆積し、一校の名誉の為に是非勝たなければならぬと云う重い責任の感が日夜選手の脳を圧迫し甚だしく頭に影響するは看易い理である」
永井道明 東京高師教授7.9月4日『運動の本旨を没却せる日本の野球』
「野球は時間を空費し、身体を疲労衰弱させるので、野球選手は学科ができない」「学生野球で入場料を取って観衆に見せるのは教育上問題があり、野球を利益手段とする学校は論外で、学生が哀れである」
茨城中、後の水戸中卒業、在籍時の上級生に、後掲、菊池謙二郎、卒業後の後輩に論争で度々言及される常陸山、飛田忠順。
松見文平 順天中学校校長9.9月6日『根本的に野球を排す』
「手の甲へ強い球を受けるため、その振動が脳に伝わって脳の作用を遅鈍にさせる」
加納久宜 日本体育会会長10.9月7日『運動の旨意に離る』または嘉納治五郎
「我体育会では各種の運動を奨励」「野球もやらせて居るが」「体育は一般にやらすべきもの」「特殊な選手を作って試合を行わしむるごときはせぬ」「我体育会では弊害を見ぬ」「然るに此頃の野球選手の対抗試合や国外旅行の如き」「興行に等しき事をなし」「体育の旨意に離るる」「野球選手を作る学校では何と心得ているか。全校の中からいかに或る特殊の運動家を作ったからとて、他の大多数の学生がヤクザでは何んにもならぬ」「常陸山一人を出したからとて他の者が劣っていては誇るに足るまい」
嘉納治五郎の記事は9月13日読売新聞紙上におけるものとする資料もある。
田中道光 曹洞宗第一中學校長

『選手悉く不良少年』11.9月8日
菊池謙二郎 水戸中学校長事務取扱または 水戸中学校長12.9月9日『野球の弊害と改善』
「野球其物に罪なし」「野球其者は弊害は認めない。野球は右手のみを発達せしむるとの非難もあるがそれは誤り」「野球ほど快活で面白いものはない」「一致協同の精神を涵養する上に於て非常の利益」「選手制度が大に間違って居る」「其弊害を助長したものは」「早稲田や慶応の如き私立大学」「次には新聞雑誌」
予備門、一高での正岡子規、日本海軍野球の祖ともされる秋山真之の親友にして野球仲間、飛田忠順の卒業後、水戸中学校長事務取扱。安部磯雄が紙上での反論対象としては唯一名前を挙げた。第4代早稲田大学総長塩沢昌貞とは栗田寬の家塾「輔仁学舎」等での古くからの友人。
デービッド・ジョルダン スタンフォード大学総長14.9月11日『職業的たらしむる勿れ』 
磯部検三 日本医学校幹事15.9月12日『百弊あって一利なし』
「あんなにまでして（ここでは渡米試合のことを指す）野球をやらなければ教育ができぬというなれば、早稲田、慶應義塾はぶっつぶして政府に請願し、適当なる教育機関を起こして貰うがいい」「早稲田、慶應の野球万能論のごときは、あたかも妓夫や楼主が廃娼論に反対するがごときもので一顧の価値がない」
乃木希典 学習院長18.9月15日『必要ならざる運動』
「対外試合のごときは勝負に熱中したり、余り長い時間を費やすなど弊害を伴う」
服部他助 学習院野球部長18.9月15日『全滅して損なし』
三好愛吉 二高校長19.9月16日『青年の特色を破壊す』
第5代第二高等学校校長、第3代は菊池謙二郎

### 反論
主に誰に対する意見か判明するものを、東京日日新聞掲載順に示す。文中の省略のみ（略）で示す。
押川春浪『學生界の爲に辯ず』
「（一）大虚言家新渡戸博士（上）」9月1日
「（二）神吉英三君に対する中傷記事」
新渡戸博士の愚論（略）眼前に毒盃を盛られたり。他なし川田第一中学校長の談即ち之（略）。
「（六）恥辱を知れ」
危険なる社会主義者の如きも此破壊思想の産物で之れ明らかに亡国的思想であり、国賊的根性であると云わねばならぬ。
「（七）嘆又嘆」
田中曹洞宗第一中学校長の如き自己の無能も（略）。
野球否定論者への反論と攻撃が主で、安部と異なり、選手制度擁護は行っていない。全文を通し、菊池謙二郎の名は挙げていない。関連は不明であるが、菊池は押川の恩師、奥太一郎の恩人、奥の実弟の伊庭菊次郎は1909年から水戸中学での菊池の腹心の部下であった。
翌年10月には、「押川某」が校長の卑劣な個人攻撃を雑誌に掲げたため、一高生が訪れ謝罪文を書かせた。
安部磯雄
『野球と学生』
「競技としての野球」9月9日
余は（新渡戸）博士が斯る野卑なる言を吐く人ではないことを信じて居るから別に批評はしない。
「入場料に就いて」9月12日
入場料を取るといふことは決して野球を商売的ならしむものではない。
「選手制度」9月13日
水戸の菊池校長は慶應と早稲田を以て野球の弊害を助長したる張本人であるといふて居る（略）。
水戸中学校長の意見によれば学校を代表する所の選手制度を改めて各級に選手を置き、対校試合を行ふ時には一年級と一年級（略）といふ工合に取組ましめ勝ちたる組の多い方を以て勝者となすといふのである。（略）選手制度を廃してこの方法だけを用ゆることとなれば野球は決して盛んになるものではない。（略）水戸の菊池校長は慶應と早稲田を以て野球の弊害を助長したる張本人といふて居るけれども（略）二大学が比較的野球に堪能なる選手を養成したからである。（略）大概の人は下手な野球試合を喜ばぬ（略）。米国における野球の隆盛が此等の商売的野球団の刺激に因れることは明らかである。
毎週三回位（略）選手は試合をするのみで充分技術が発達するので平常練習するの必要はない。
菊池校長の案の如く五六十人に野球をやらせろといふならば今日の慶應でも早稲田でもチャント実行している。十二三人の選手が運動場を占有して居るといふのは（略）事実ではない。
「選手の操行」9月14日
中学の野球選手の事までも保証することはできない。
「選手の学業」9月15日
選手の中から優等生を出したことはないけれでも（略）。余の見る所を以てすれば菊池校長も矢張學校萬能主義の人らしい。（略）智育萬能主義の弊害である。野球競技のため遠征するのは立派な修学旅行である。
十二三人の選手は満塁の時、グランドにいる選手の人数に対応する。

## 時代背景
『東京朝日新聞』が「野球と其害毒」を連載したのには、下記2つの理由が考えられている。

### 野球熱の異様な高まり
この連載当時、学生野球の人気はすさまじいものがあった。1906年（明治39年）秋の早慶戦は第1戦が10月28日に早大戸塚グラウンドで慶應義塾が2 - 1で勝利。続く第2戦は11月3日に慶應綱町グラウンドで早稲田大学が3 - 0で雪辱。第3戦は11月13日に決まったが、あまりに盛り上がりすぎて早慶のみならず審判を務める予定だった学習院にまで脅迫状が届く事態となり、無期延期となった。
その後、対戦相手を失った早慶両校は渡米したり、逆にアメリカ合衆国からチームを招聘したりするようになる。選手はちやほやされるようになり、味を占めた選手の中には野球を続けるためわざと留年したあげく新任教師より年上という者まで現れた。
さらに他の学校でも野球は大人気だったが、行き過ぎた応援が徐々に問題視されるようになり、野球禁止を掲げる学校が増えていった。あまりにも野球人気が高くなりすぎたために賛否両論が巻き起こったのである。

### 大阪毎日新聞社の東京進出
もう1つの理由としてあげられるのは、ライバル紙『大阪毎日新聞』（現『毎日新聞』）の東京進出である。「野球と其害毒」が連載された明治44年、大阪毎日新聞社は『東京日日新聞』を買収し、東京進出を果たしている。
そこで、東京朝日新聞が自らの存在をアピールするために、当時国民的人気を誇っていた野球を利用したのではないか、というわけである。

## その後
『東京朝日新聞』がキャンペーンを行ったにもかかわらず、野球人気が衰えることはなかった。『東京日日新聞』などの他紙は、野球害毒論に反対する論陣を真っ向から張った。たとえば『読売新聞』は、1911年（明治44年）9月に「野球問題演説会」を開催し、安部磯雄や押川春浪らが野球擁護の熱弁をふるった。そしてこの擁護の25年後に、読売新聞は東京巨人軍というプロチームを所有するにまで至った。大学の野球が害悪ならば、職業野球であれば何ら問題ないということである。
『大阪朝日新聞』は、このキャンペーンに関して擁護記事は掲載せず（東京朝日にて連載中という案内は掲載）、キャンペーン終了直後には野球に好意的な特集記事を組んだ。さらに「野球と其害毒」連載から4年後の1915年（大正4年）、『大阪朝日新聞』は社会部長長谷川如是閑主導の下、全国中等学校野球大会（現全国高等学校野球選手権大会）を実施することになった。当時の社説には「攻防の備え整然として、一糸乱れず、腕力脚力の全運動に加うるに、作戦計画に知能を絞り、間一髪の機知を要するとともに、最も慎重なる警戒を要し、而も加うるに協力的努力を養わしむるは、吾人ベースボール競技をもってその最たるものと為す」と書かれている。こちらは、大学ではなく中等教育における野球の教育的優位を確立した。中等教育であるならば留年や海外転戦などはほぼ起こりえず、統制も比較的効くからである。
また、「野球問題演説会」の中で『東京朝日新聞』の不買や広告不掲載が決議されたことで、『東京朝日新聞』は大きな痛手を負うこととなった。『大阪毎日新聞』の紙面でもこのキャンペーンの擁護が行われていたら、全国中等学校野球大会の実施は困難であったという説も挙げられている。
1991年、『朝日新聞』記者本多勝一が「野球と其害毒」の記事に倣って、『新版「野球とその害毒」』を著した。ただし、『朝日新聞』本紙ではなく、朝日の週刊誌『朝日ジャーナル』連載だった（単行本は『貧困なる精神〈第21集〉』所収）。

## 関連文献
- 安部磯雄、押川春浪『野球と学生』広文堂、1911年10月。